# Sonoma Raceway
Der Sonoma Raceway (bis 2011: Infineon Raceway) ist eine Motorsport-Rennstrecke zwischen den Hügeln im Norden Kaliforniens, nahe der Stadt Sonoma, nördlich von San Francisco.

## Streckenbeschreibung

Panorama des Sonoma Raceways

Der Rundkurs hat eine Gesamtlänge von 4,05 km (2,52 mi) mit zwölf Kurven. Für Rennen der NASCAR-Serie wurde über Jahre eine verkürzte Variante mit einer Länge von 3,14 km (1,95 mi) verwendet, wobei eine 1998 eingebaute Abkürzung befahren wurde. Eine 2003 geschaffene dritte Variante mit einer Länge von 3,57 km (2,22 mi) wird hauptsächlich bei Motorradrennen genutzt. Es sind insgesamt 8 verschiedene Streckenvarianten konfigurierbar.
Innerhalb des Rundkurses befindet sich außerdem eine ¼-Meilenstrecke für Dragsterrennen. Die Zuschauerkapazität beträgt 102.000.

## Geschichte

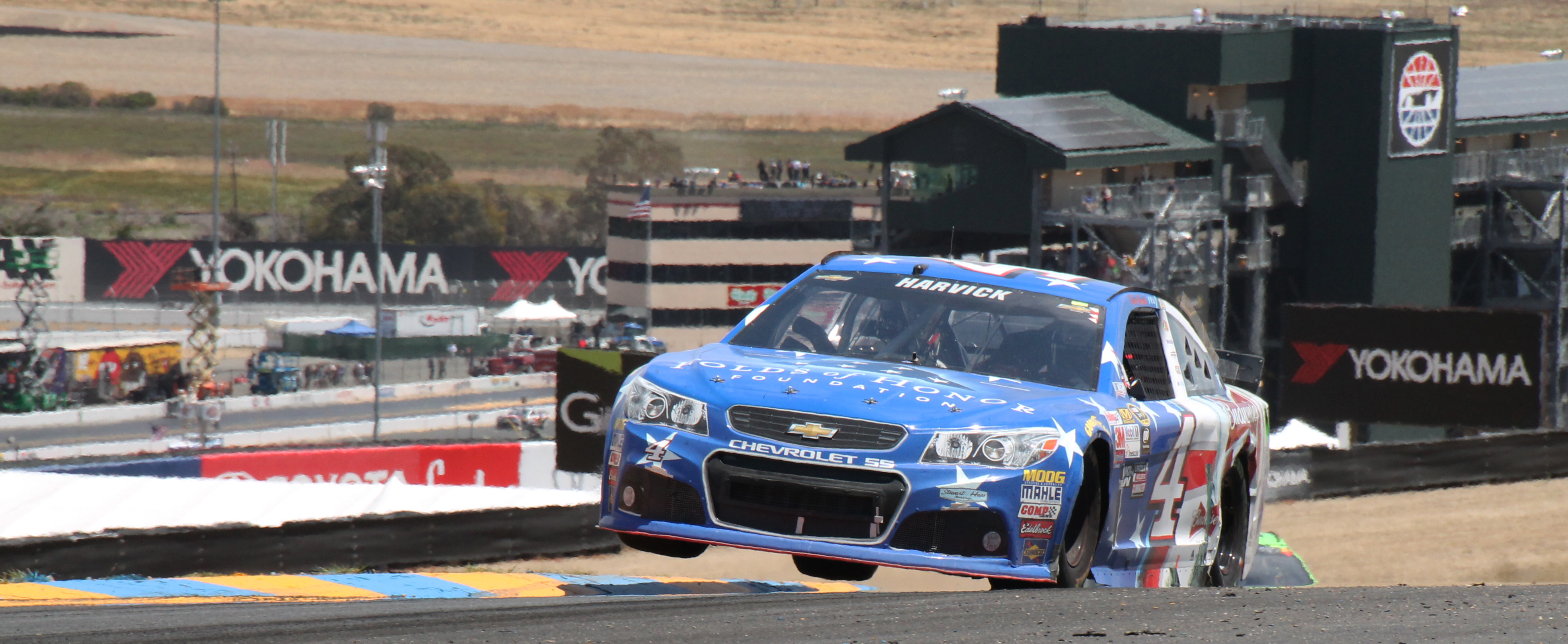
Kevin Harvick 2015 beim Toyota/Save Mart 350

Die 2,52 Meilen lange Rennstrecke wurde von dem Anwalt Robert Marshall Jr. aus Marin County und dem Landentwickler Jim Coleman auf einer Fläche von 720 Hektar errichtet. Der erste Spatenstich erfolgte im August 1968, und die Asphaltierung wurde im November desselben Jahres abgeschlossen. Die erste Veranstaltung des SCCA auf dem als Sears Point Raceway eröffneten Kurs fand am 1. Dezember 1968 statt. In den ersten Jahren zogen Trans-Am-Rennen sowie ein einmaliges USAC-Indycar-Rennen im Jahr 1970 große Zuschauermengen an.
Nach dem Verkauf an die Filmways Corp. 1969 für 4,5 Millionen Dollar, begann für die Rennbahn eine turbulente Zeit. Sears Point wurde im Mai 1970 nach Verlusten geschlossen und erst 1973 wieder eröffnet, als es für 1 Million Dollar an Hugh Harn und Parker Archer verpachtet wurde. Parallel zog die Bob Bondurant Performance Driving School vom Ontario Speedway in Südkalifornien nach Sears Point um. Bis 1974 hatten Bondurant und sein Partner Bill Benk die Leitung der gepachteten Anlage übernommen. Im Jahr 1977 kaufte ein Konsortium, dem Bondurant angehörte, die Strecke für 1,5 Millionen Dollar von der Filmways Corp. und 1980 kamen Chris Pook und die Long Beach Grand Prix Association hinzu.
Die Rennstrecke wurde 1981 in Golden State Raceway umbenannt, aber das Black Mountain-Konsortium geriet in Schwierigkeiten, als Filmways nach einem Zahlungsverzug das Eigentum zurückerlangte. Filmways verkaufte die Rennstrecke zum zweiten Mal an den Betriebsleiter Jack Williams, Rick Betts und John Andersen bei einer Auktion für 800.000 Dollar.

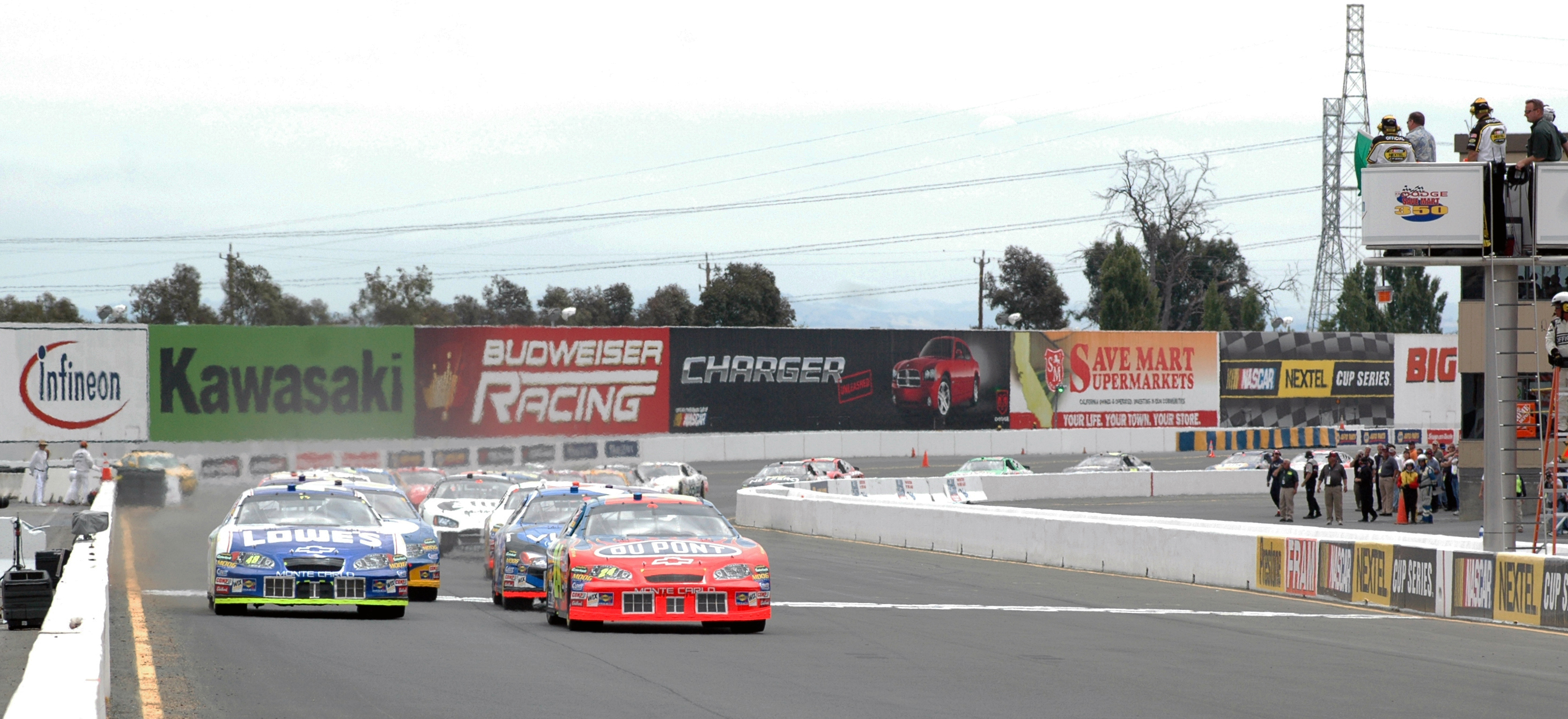
NASCAR auf dem Sonoma Raceway

1985 wurde die Strecke zum ersten Mal komplett neu asphaltiert und erste Boxengebäude errichtet. Ab 1987 kamen die NHRA-Drag-Rennen auf die Rennstrecke. Als der Riverside Raceway 1988 geschlossen wurde, erhielt Sears Point mit einer jährlich ausgetragenen NASCAR-Runde einen weiteren Höhepunkt. Ricky Rudd gewann das Eröffnungsrennen 1989. Im selben Jahr ersetzte die Skip Barber Racing School die Bondurant Driving School, die allerdings 1996 durch die Jim Russell School ersetzt wurde.
1994 wurde in der Mitte des Straßenkurses eine 62 Fuß hohe, vierseitige elektronische Anzeigetafel errichtet. Eine weitere Neuerung in diesem Jahr war die Einrichtung einer provisorischen Boxenstraße in der Haarnadelkurve (Kurve 11), die bei NASCAR-Rennen genutzt wird. Sie trug den Spitznamen „Gilligan’s Island“ und diente der Aufnahme von neun zusätzlichen Fahrzeugen, die nicht in den 34 Boxen der Hauptboxengasse untergebracht werden konnten. Da die Hilfsboxenstraße wesentlich kürzer war, wurden die Autos, die dort ankamen, bei jedem Stopp 15 bis 20 Sekunden länger gehalten, um die Zeit auszugleichen, die sie gebraucht hätten, wenn sie die gesamte Hauptboxenstraße befahren hätten.
Im Jahr 1995 flossen weitere 3 Millionen Dollar in die Einrichtung von VIP-Suiten und einer zweistöckigen Fahrerlounge mit medizinischer Notversorgung.
Die Strecke wurde im November 1996 an Speedway Motorsports, Inc. verkauft die zusätzliche Investitionen in die Infrastruktur vornahmen. 1998 begann man mit dem Bau von „The Chute“, einer 890 Fuß langen Hochgeschwindigkeitsstrecke zwischen den Kurven 4 und 7, die für alle von der NASCAR genehmigten Veranstaltungen genutzt wird. Trans-Am- und Sportwagenrennen kehrten nach Sears Point zurück, und 1999 folgten die AMA-Superbikes.
Ein 70 Millionen Dollar teurer Modernisierungsplan – mit dem Ziel, eine der besten Rennsportanlagen der USA zu schaffen – begann 2001 mit einem modifizierten Chute-Abschnitt, einer überarbeiteten Motorradstrecke, besseren Faneinrichtungen und einer Kartbahn. 2002 wurde eine verlängerte Boxengasse geschaffen um die Verwendung von „Gilligan’s Island“ zu beenden und die Start-/Zielgerade wurde vom Dragstrip getrennt.

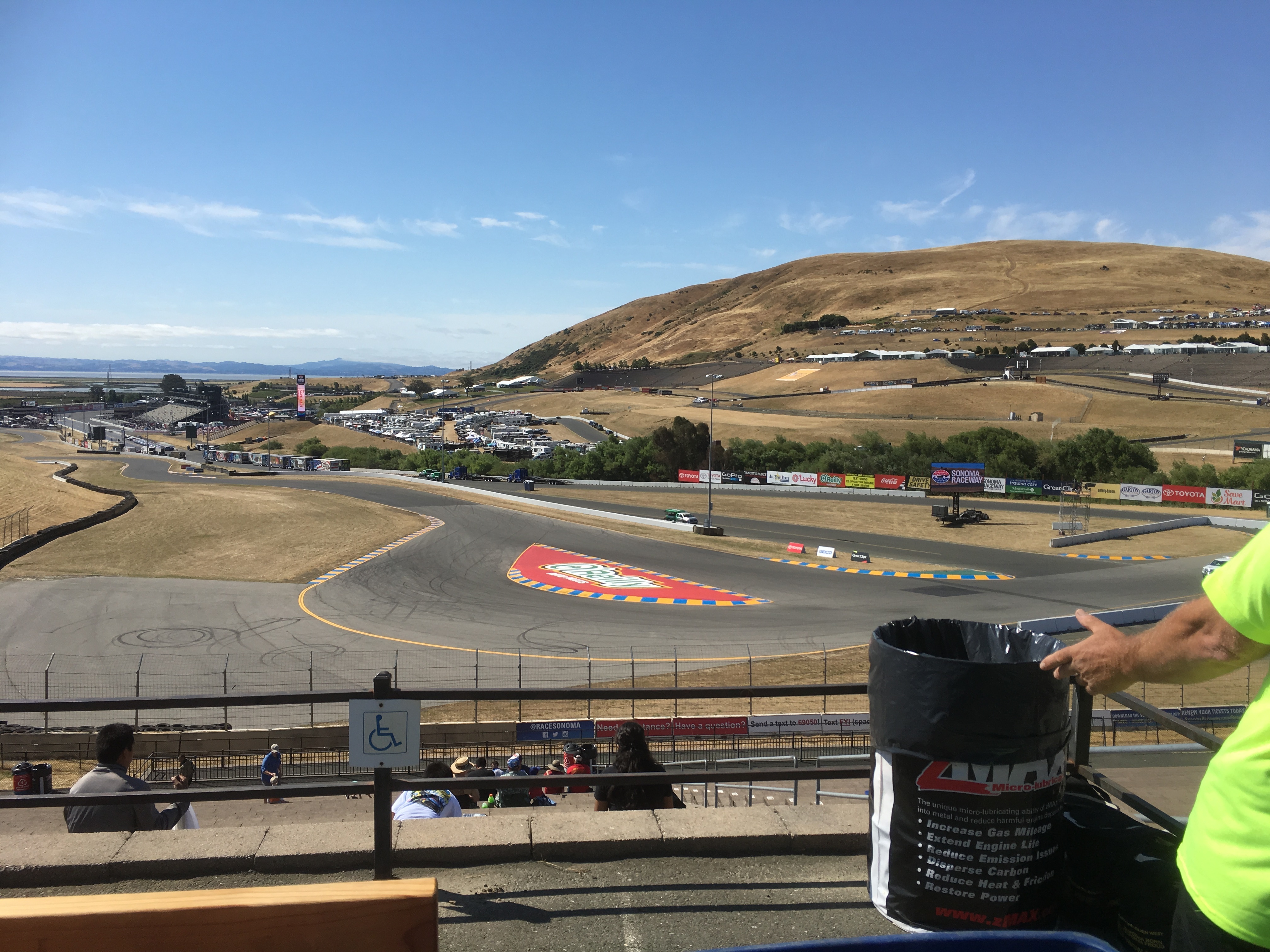
Turn 7A am Sonoma Raceway

Infineon Technologies schloss im Juni 2002 einen 10-Jahres-Vertrag mit der Rennstrecke ab, woraufhin diese in Infineon Raceway umbenannt wurde. 2003 wurde eine neue Schikane hinzugefügt, um die schnellen Esses auf dem Rückweg des Full Course zu umgehen, die für Motorradrennen und die meisten Autorennen genutzt werden (die NASCAR nutzt weiterhin die ursprüngliche Kombination der Kurven 8-9-10). Eine neue Haarnadelkurve – Turn 11A – wurde direkt hinter dem Kontrollturm des Dragstrips eingefügt, um die ursprüngliche Turn 11 zu umgehen, die nicht genügend Auslauf für Formel- und Motorradrennen bot.
Nach dem Auslaufen des Abkommens mit Infineon wurde der neue Name Sonoma Raceway gewählt, anstatt zum früheren Namen Sears Point zurückzukehren. Bei den letzten Überarbeitungen der Strecke wurde 2012 die Haarnadelkurve 11B geschaffen, die noch weiter hinter dem Dragstrip-Turm liegt, um einen neuen Überholbereich für die IndyCars zu schaffen. Die Schikane in Kurve 9A wurde um 10 Fuß verbreitert, während die IndyCars eine neue Variante der Haarnadelkurve in Kurve 7 benutzten, die eine gerade Strecke entlang des Dragstrips beinhaltete.

## Rekorde
Den aktuellen Rundenrekord hält der Deutsche Marco Werner mit einer Durchschnittsgeschwindigkeit von 178,06 km/h (110,641 mph), gefahren am 17. Juli 2004 auf einem Audi R8 LMP.